# Philemon Dickinson
Philemon Dickinson, född 5 april 1739 i Talbot County, Maryland, död 4 februari 1809 i Mercer County, New Jersey, var en amerikansk politiker. Han representerade delstaten New Jersey i USA:s senat 1790-1793.
Dickinson utexaminerades 1759 från College of Philadelphia (numera University of Pennsylvania). Han flyttade 1767 till Trenton.
Dickinson representerade Delaware i kontinentala kongressen 1782-1783. Han deltog 1784 i kommissionen som avgjorde platsen för USA:s huvudstad.
Senator William Paterson avgick 1790. Dickinson efterträdde Paterson i den första amerikanska kongressen och skötte ämbetet till mandatperiodens slut år 1793. Han efterträddes som senator av Frederick Frelinghuysen.